# جربیل بین‌النهرین
 جربیل بین‌النهرین(نام علمی: Gerbillus mesopotamiae) نام یک گونه از زیرخانواده جربیل است.